# Tomaspis vittata
Tomaspis vittata är en insektsart som först beskrevs av Walker 1851.  Tomaspis vittata ingår i släktet Tomaspis och familjen spottstritar. Inga underarter finns listade i Catalogue of Life.